# Élection présidentielle turque de 2018
Pour un article plus général, voir élections générales turques de 2018.
L'élection présidentielle turque de 2018 a lieu le 24 juin 2018, en même temps que les élections législatives. Convoquées de manière anticipée par le président sortant, Recep Tayyip Erdoğan, ces élections marquent le passage de la Turquie à un régime présidentiel.
Le président Erdoğan (AKP, mouvement national-conservateur et islamique) fait face à cinq candidats. Il est longtemps donné favori du scrutin, malgré un léger recul dans les sondages au cours de l’année 2018 en raison d’un renforcement des candidats Muharrem İnce (CHP, formation sociale-démocrate, laïque et pro-européenne) et Meral Akşener (İYİ, parti nationaliste et laïc).
Erdoğan est finalement réélu au premier tour, avec 52,6 % des voix, face notamment à Muharrem İnce (30,6 %). Mais à l’issue des élections législatives, son parti, l'AKP, perd la majorité absolue des sièges qu'il détenait à lui seul à la Grande Assemblée nationale de Turquie ; toutefois, il conserve la majorité absolue grâce à son alliance avec le Parti d'action nationaliste (extrême droite).

## Contexte
Le 18 avril 2018, le président Recep Tayyip Erdoğan, annonce des élections anticipées pour le 24 juin, après l'avoir pourtant démenti un mois auparavant. La veille, évoquant le fait que « la nation ne peut attendre », Devlet Bahçeli, son allié au sein de l'Alliance populaire et président général du Parti d'action nationaliste (MHP), avait appelé à des élections anticipées pour le 26 août 2018. Celui-ci avait affirmé en janvier 2018 que son parti ne présenterait pas de candidat, et qu'il soutiendrait une candidature éventuelle du président sortant. Deux jours plus tard, le 20 avril, la Grande Assemblée nationale de Turquie approuve la tenue et la date du scrutin. Celle-ci sera renouvelée en même temps que le président de la République, et le nombre de ses membres est porté de 550 à 600 députés. Par ailleurs, le Parlement a voté un amendement de la loi électorale autorisant les partis à former de telles alliances.
Le scrutin, qui se tient en plein état d'urgence, prolongé pour la troisième fois, a lieu quatre jours avant que Le Bon Parti, récemment créé, soit autorisé à participer à une élection, ce qui peut empêcher la formation de participer au scrutin. Pour cette raison, dans le but de permettre au parti de participer malgré tout au scrutin, le 22 avril 2018, 15 députés du CHP décident de rejoindre le parti, qui peut ainsi former un groupe parlementaire.
En mars 2018, les journaux, agence de presse et chaînes de télévision et de radio de Doğan Holding à l'instar de Hürriyet, Milliyet, Agence Demirören ou encore Kanal D et CNN Türk, sont rachetés par Demirören Holding, une entité proche d'Erdoğan. Cette acquisition est vue comme un renforcement du contrôle des médias par le gouvernement turc à l'approche des élections. Selon certains observateurs, environ 90 % des médias turcs sont ainsi sous contrôle gouvernemental,.

### Analyses
Pour Didier Billion, membre de l'IRIS, « recourir à des élections anticipées n'est jamais un signe de force, c'est plutôt un signe de faiblesse ». Il ajoute que le président sortant cherche à « mettre à profit l'opération d'Afrine pour flatter la fibre nationaliste auprès de l'électorat ». Il estime également qu'« il y a aussi le contexte économique car même si les résultats macro-économiques sont bons, les problèmes structurels demeurent et il ne faut pas oublier que l'AKP a toujours bâti ses succès électoraux sur les succès économiques et préfère donc que les élections se tiennent avant que la situation économique ne se dégrade ». Néanmoins, il estime que « ce n'est pas un pari gagné d'avance ». En effet, selon lui, « il y a des électeurs qui ont été séduits par Erdogan à un moment donné et qui ont peut-être déchanté en raison de l'autoritarisme croissant », mais que ceci est « un facteur difficile à mesurer ». Il conclut qu'Erdoğan « va se donner tous les moyens pour passer dès le premier tour ».
Anthony Skinner, membre du think-tank Verisk Maplecroft, grâce à « l'efficace machine à sondages » du parti, « [voit] cette décision comme une démarche calculée, pour laquelle les coûts et les profits ont été prudemment évalués ».
Pour Berk Esen, de l'université Bilkent, à Ankara, il s'agit d'« élections de la panique », ajoutant que « Erdogan n'était jamais enthousiaste à l'idée de convoquer des élections anticipées, suggérant que le parti au pouvoir était assez fort pour survivre jusqu'aux dates prévues. Cela pourrait bien ne plus être le cas ».
Pour Sabah, « Les menaces auxquelles fait référence le président sont bel et bien réelles, et graves. En ce moment, de graves menaces venues de l'intérieur comme de l'extérieur du pays visent la stabilité, la paix et le développement de la Turquie. ». Pour Yeni Safak, « Face aux menaces qui pèsent sur notre Turquie, il nous faut passer rapidement au nouveau système, nous renforcer et nous tenir prêt à tout, accélérer le mécanisme de prise de décision, se débarrasser de certains mécanismes et de certaines fonctions, qui sont autant d'obstacles ».
L'intellectuel Hassan Cemal s'interroge : « Pourquoi tant de précipitation de la part d'Erdogan ? À cause de sa chute progressive dans les sondages ? De la situation économique et de la crise qui s'annonce ? Une chose est sûre, si Erdogan parvient à l'emporter comme il l'espère, il aura tous les pouvoirs entre ses mains. Les partis d'opposition seront-ils capables, dans un laps de temps aussi court, de se mettre d’accord sur un candidat commun pour espérer remporter la majorité des voix ? ».
Pour Cumhuriyet, « lors du référendum d'avril 2017, ils ont fait en sorte de comptabiliser des bulletins non scellés, dans les localités kurdes, les forces spéciales menaçaient, si le non l'emportait, de brûler les villages. Malgré cela et malgré les autres tricheries, l'AKP et son dirigeant ont eu les plus grandes difficultés à obtenir 50 % des voix. Maintenant, nous avons soixante-sept jours pour faire notre devoir démocratique et lui retirer le pouvoir des mains. C'est possible ».
Pour le journaliste Mehmet Koksal, « l'espoir de Recep Tayyip Erdogan est de remporter ces élections et de pouvoir exécuter les pouvoirs qui ont été accordés par la légitimité contestable du référendum ». Il ajoute que « les Turcs ont pu avoir un avant-goût de ce que serait le régime présidentiel d'après juin 2018, puisque l'état d'urgence permet au gouvernement d'édicter des décrets gouvernementaux ayant force de loi et que la nouvelle constitution turque prévoit que le président édicte des décrets qui ont force de loi » et que « Le grand pari d'Erdogan, c'est de gagner et d'assurer sa légitimité dès le premier tour et ce n'est certainement pas gagné d'avance. On a souvent parlé du pouvoir assez important de son parti, mais l'AKP n'a jamais fait 50 % et donc pour la première fois Erdogan doit faire 50 % + 1 voix. Ce n'est pas encore gagné surtout que l'opposition se prépare à grands pas. ».
Pour le politologue Ahmet İnsel, « Plus il y a de candidats, moins Erdogan a de chance de passer dès le premier tour. La candidature de Demirtas est donc indispensable pour qu’il y ait un second tour ». Celui-ci ajoute que « la situation est d'autant plus compliquée pour Erdogan que cette alliance d'opposition perturbe énormément la stratégie de clivage culturel sur laquelle il a bâti son discours. Il ne peut plus accuser ses rivaux d'être des suppôts de l'étranger, des laïcistes qui ont fait fermer des mosquées parce qu'en face, dans l'alliance, il y a le vrai parti islamiste, le Saadet ».
Pour Seyfettin Gürsel, directeur du Centre de recherches économiques et sociales de l'université Bahçesehir, « pour satisfaire son allié ultranationaliste, Erdogan a ouvert la boîte de Pandore. Il a permis aux partis d'opposition de former une alliance… et ils l'ont fait. Il ne s'y attendait pas ».

## Système électoral

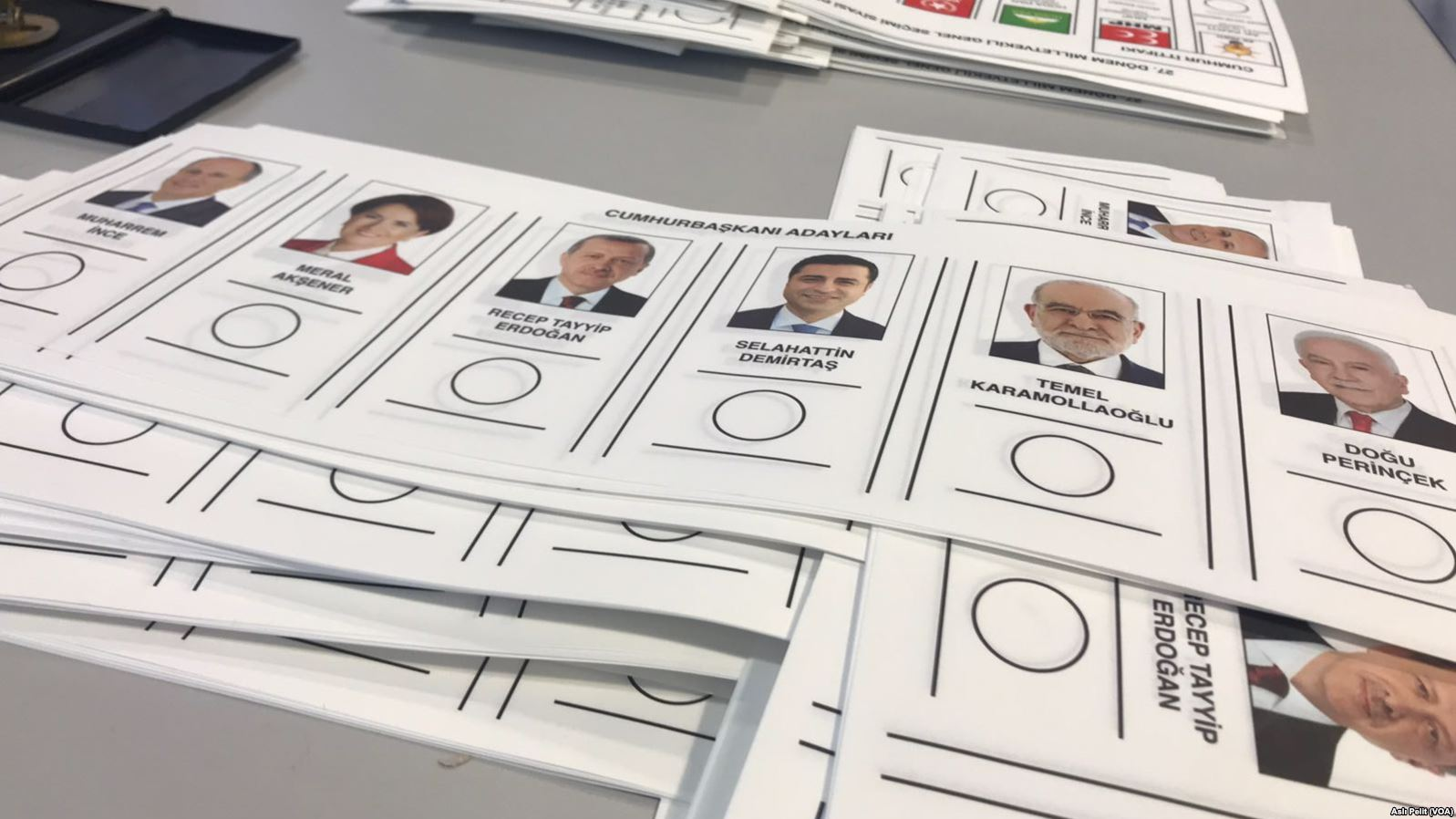
Bulletins de vote utilisés

Le président de la république de Turquie est élu pour un mandat de cinq ans au scrutin uninominal majoritaire à deux tours. Pour la première fois à l'issue de ces élections, celui-ci est à la fois chef de l'État et chef de gouvernement, les fonctions de Premier ministre ayant été supprimées à la suite de la révision constitutionnelle adoptée lors du référendum constitutionnel turc de 2017.
Pour être élu, un candidat doit recueillir une majorité absolue de plus de 50 % des suffrages exprimés au premier tour. À défaut, les deux candidats arrivés en tête s'affrontent lors d'un second tour organisé deux semaines plus tard, et celui qui recueille le plus de suffrages est déclaré vainqueur.

## Candidatures

### Validées
| 1             | 2             | 3                    | 4                   | 5                   | 6             |
|               |               |                      |                     |                     |               |
|               |               |                      |                     |                     |               |
| Muharrem İnce | Meral Akşener | Recep Tayyip Erdoğan | Selahattin Demirtaş | Temel Karamollaoğlu | Doğu Perinçek |
| CHP           | İYİ           | AKP                  | HDP                 | SP                  | VATAN         |

Meral Akşener, présidente du Bon Parti est candidate à l'élection.
Le Parti républicain du peuple ne devait initialement pas présenter de candidat. Finalement, il choisit le député Muharrem İnce,.
Le 1er mai 2018, Temel Karamollaoğlu, président du Parti de la félicité, annonce sa candidature.
Le 2 mai 2018, le HDP choisit son ancien co-président, Selahattin Demirtaş, actuellement incarcéré, comme candidat.
Le 3 mai 2018 est annoncée la candidature du président sortant Recep Tayyip Erdoğan.
Doğu Perinçek a également annoncé sa candidature.
Le 13 mai 2018, le Conseil électoral supérieur (YSK) publie la liste officielle des six candidats pour l'élection présidentielle de 2018.

### Retirées
En avril 2018, Ekmeleddin İhsanoğlu, candidat lors de l'élection présidentielle turque de 2014, apporte son soutien à la décision de son parti, le MHP, de soutenir la candidature du président sortant, Recep Tayyip Erdoğan,.
Le 28 avril 2018, l'ancien président de la république de Turquie, Abdullah Gül, renonce à se présenter, invoquant le fait que l'opposition ne soit pas unie.
Tuna Bekleviç, Levent Gültekin et Vecdet Öz, ont annoncé leurs candidatures mais n'ont pas eu assez de parrainage pour que leurs candidatures soient validées.
Necdet Can, Selami Karagöz et Bülent Gürkut ont vu leurs dépôts de candidatures rejetés sans qu'ils puissent recueillir des parrainages.
Enfin, Sinan Oğan a envisagé de se présenter mais sa candidature est restée sans suite.

## Campagne électorale

### Muharrem İnce

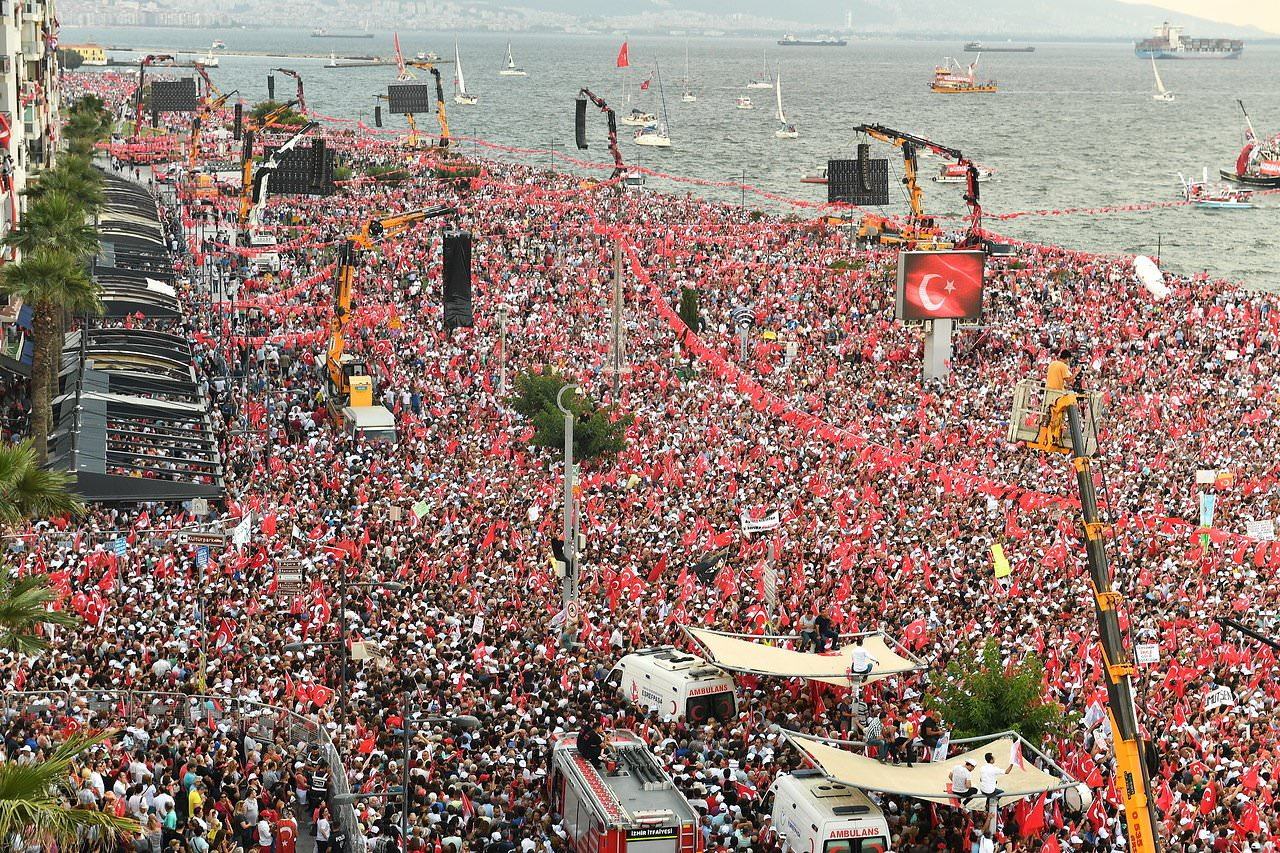
Manifestation en faveur de Muharrem İnce le 21 juin à Izmir.

Le candidat du CHP, Muharrem İnce, promet, s'il était élu, de vendre le palais présidentiel, construit sous Recep Tayyip Erdoğan, ou de le transformer en « temple du savoir ». Le 7 mai 2018, celui-ci propose aux candidats de débattre lors d'une émission télévisée, ce que rejette Erdoğan.
Muharrem İnce fait un don de 500 livres turques à chacun des autres candidats. Le 23 mai 2018, il déclare sur Twitter : « En ces temps difficiles, la société et la politique devraient être en harmonie sans être polarisées. Les responsables politiques ne sont pas des ennemis. C’est pourquoi j’ai fait don de mes propres salaires aux campagnes électorales de mes concurrents »,.
Le 26 mai 2018, Kemal Kılıçdaroğlu, président général du CHP, présente le programme du parti pour ces élections, promettant notamment de lever l'état d'urgence en place depuis juillet 2016.
Le 21 juin, Ince réunit environ 2,5 millions de personnes dans le bastion laïque historique d'Izmir. Il y promet la fin de l'état d'urgence ainsi que l'indépendance de la banque centrale dans les 100 premiers jours de sa présidence. Il assure qu'il « luttera sans pitié » contre les groupes terroristes, et mettra fin au système de carte d'identité Passolig spécifiques aux supporters de football. En politique extérieure, il promet de rétablir les relations diplomatiques avec le gouvernement syrien, afin de s'assurer que les 3,5 millions de réfugiés syriens présents en Turquie puisse y être renvoyés, un engagement partagé par le reste de l'opposition. La veille de l'élection, il réunit 5 millions de turcs lors d'un discours à Istanbul.

### Selahattin Demirtaş
Le 14 mai 2018, le candidat du HDP Selahattin Demirtaş, détenu depuis le 4 novembre 2016 pour des liens présumés avec le PKK, s'exprime à travers ses avocats sur cette campagne électorale qu'il juge « injuste » : « Le gouvernement et le président Erdoğan vont faire campagne en se servant de tous les moyens sous leur contrôle. Ils vont pouvoir interdire tout rassemblement et tout média en invoquant l'état d'urgence mais je vais essayer de faire campagne depuis une cellule de prison ». À propos de sa candidature, il avait déclaré : « C'était pas mon plan mais je ne pouvais pas rester sourd aux attentes exprimées par mon parti et mon peuple ».
Le 25 mai 2018, le HDP demande à la Cour constitutionnelle de libérer son candidat Selahattin Demirtaş, alors que la requête a été rejetée par les tribunaux, estimant qu'il est éligible et qu'il jouit encore de ses droits politiques et civiques.

### Recep Tayyip Erdoğan
Au matin du 8 mai 2018, le président Erdoğan prononce un discours à Ankara devant les députés. Il y déclare « C'est ma nation qui m'a porté à la tête de la mairie d'Istanbul, de l'AKP, du gouvernement et de la présidence. Si un jour ma nation me disait « ça suffit » (« tamam »), alors je me mettrais sur le côté ». Ses opposants lancent alors le hashtag #TAMAM sur Twitter, repris par des milliers d'internautes, notamment l'acteur américain Elijah Wood ou encore des candidats de l'opposition tels que Muharrem İnce (CHP), Meral Akşener (İYİ) et Selahattin Demirtaş (HDP), et qui finit par entrer dans les tendances mondiales. En réaction, les partisans d'Erdoğan utilisent le hashtag #DEVAM, qui signifie « continue » en turc, pour manifester leur soutien au président sortant,.
Le 14 juin 2018, Recep Tayyip Erdoğan promet à son tour de lever l'état d'urgence. Le 22 juin, il promet aussi de renvoyer les réfugiés syriens à la fin de la guerre.

## Polémiques

### À l'étranger
Le 13 mai 2018, les footballeurs allemands d'origine turque Mesut Özil et İlkay Gündoğan rencontrent le président Erdoğan. Ils offrent leurs maillots de club dédicacés et prennent des photos avec ce dernier qui les utilise pour sa campagne. Cet événement provoque un scandale en Allemagne, notamment dans la classe politique. Reinhard Grindel, le président de la Fédération allemande de football (DFB), déclare sur Twitter : « Le football et la DFB défendent des valeurs qui ne sont pas complètement prises en compte par M. Erdoğan. C'est pourquoi il n'est pas bon que nos joueurs internationaux se laissent manipuler pour sa campagne électorale. » La députée du parti Alternative pour l'Allemagne (extrême droite), Beatrix von Storch, réagit également : « Pourquoi Gündoğan joue-t-il pour l'équipe nationale allemande, s'il reconnaît Erdoğan pour son président ? ». Gündoğan avait en effet écrit sur son maillot : « Pour mon honorable président, avec grand respect ». La députée du parti Die Linke (extrême gauche) Sevim Dağdelen ou encore celui du parti de l'Alliance 90 / Les Verts (centre gauche) Cem Özdemir, tous les deux d'origine turque, condamnent aussi ces photos prises dans un luxueux hôtel à Londres. Gündoğan a publié un communiqué s'expliquant sur cette affaire. La rencontre aurait eu lieu dans le cadre d'une fondation qui aide les étudiants turcs et, par respect pour leurs origines, ils ont accepté de rencontrer le président. Il ajoute que leur but n'était absolument pas politique.

### En Turquie
Le 14 juin, un discours d'Erdoğan lors d'une réunion privée de cadres de l'AKP fuite à la suite de la mise en ligne de plusieurs vidéos filmées depuis l'assistance avec des téléphones portables. Erdoğan y est vu exhortant les représentants du parti à se rendre à l'avance et en nombre aux bureaux de vote afin d'y être majoritaire au cours des opérations de vote, d'en prendre le contrôle et de s'assurer ainsi de la mainmise sur les urnes, en particulier à Istanbul afin d'y « finir le travail avant qu'il ait commencé ». Ces propos alimentent la peur chez l'opposition d'un trucage des résultats du scrutin.
Au cours de la même réunion, Erdoğan appelle ses cadres a cibler les électeurs du HDP afin de s'assurer que ce dernier ne franchisse pas le seuil électoral de 10 %, ce qui favoriserait l'AKP lors de la répartition des sièges. L'objectif étant « d'éviter de répéter le 7 juin », en référence aux élections de 2015 où l'AKP avait temporairement perdu sa majorité absolue à l'assemblée. Il affirme ainsi « Je ne peux pas parler de ça dehors. J'en parle ici avec vous. Pourquoi ? Parce que si le HDP échoue à atteindre le seuil électoral, cela nous mettra dans une bien meilleure position ». Il appelle son auditoire à « cibler » les électeurs du HDP en travaillant avec les militants locaux de l'AKP. Ces derniers devant être en possession de listes de ceux votant HDP dans leurs circonscriptions, ajoutant que « s'ils ne les ont pas, alors ils n'ont rien à faire à leurs postes. Prenez ces listes d'électeurs et mettez vous au travail. »
Le candidat CHP à la présidentielle Muharrem İnce réagit en affirmant qu'« Erdoğan espère trouver une solution en recourant à ces stratagèmes parce qu'il n'a pas intériorisé la démocratie. Il ne croit pas en elle. » avant de promettre que « nous protégerons les urnes. Que la population en soit assurée. » Selon Cengiz Aktar, analyste en sciences politiques « Il y a déjà de très grand doutes sur la sécurité des bureaux de vote. Le système tout entier a été réorganisé afin d'assurer à M. Erdoğan et son parti une victoire aux prochaines élections. ».

## Sondages

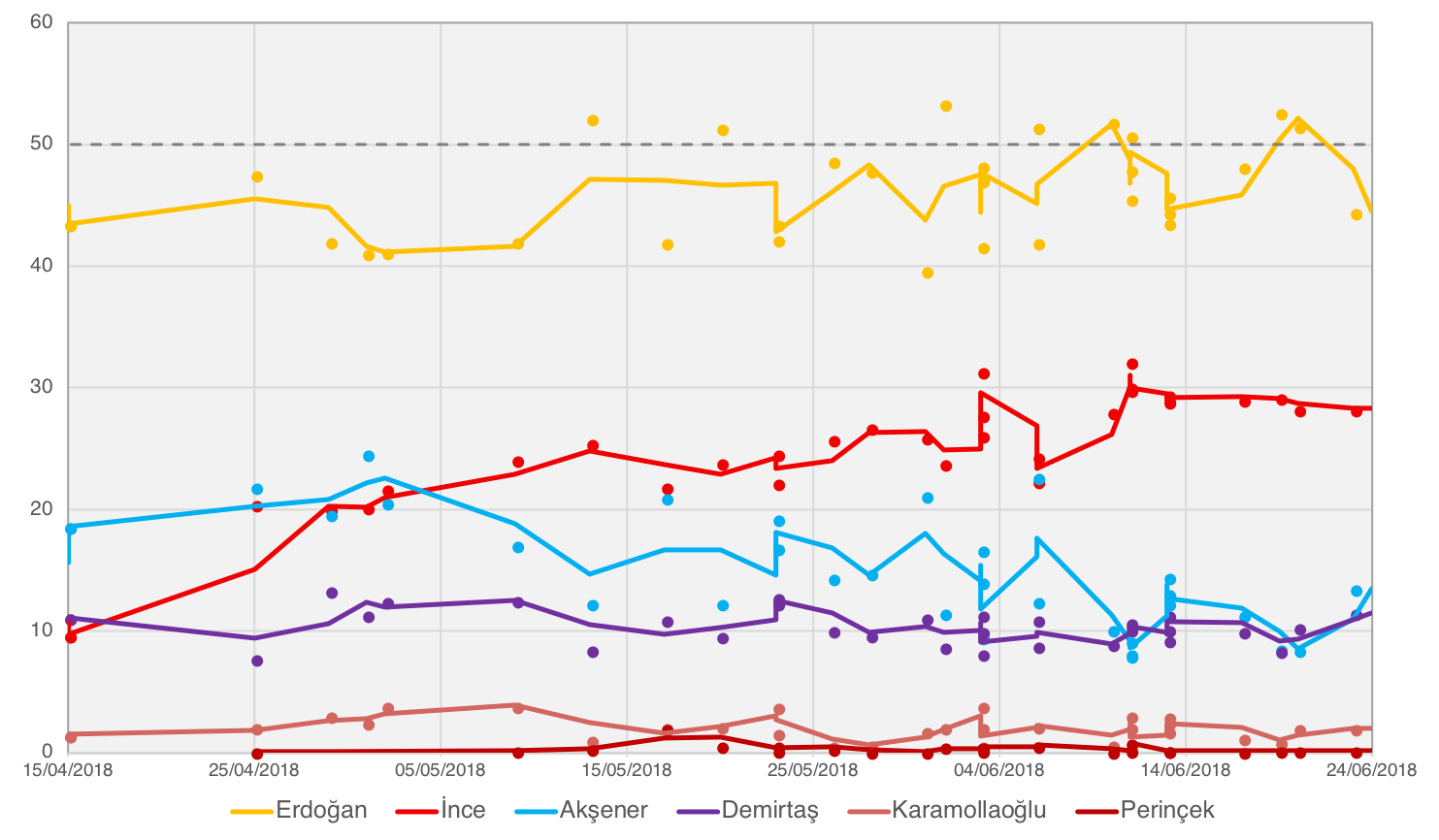

## Résultats
| Candidats                | Candidats                | Partis                   | Premier tour | Premier tour |
| Candidats                | Candidats                | Partis                   | Voix         | %            |
| ------------------------ | ------------------------ | ------------------------ | ------------ | ------------ |
|                          | Recep Tayyip Erdoğan     | AKP                      | 26 330 823   | 52,59        |
|                          | Muharrem İnce            | CHP                      | 15 340 321   | 30,64        |
|                          | Selahattin Demirtaş      | HDP                      | 4 205 794    | 8,40         |
|                          | Meral Akşener            | IYI                      | 3 649 030    | 7,29         |
|                          | Temel Karamollaoğlu      | SP                       | 443 704      | 0,89         |
|                          | Doğu Perinçek            | VATAN                    | 98 955       | 0,20         |
|                          |                          |                          |              |              |
| Votes valides            | Votes valides            | Votes valides            | 50 068 627   | 97,79        |
| Votes blancs et nuls     | Votes blancs et nuls     | Votes blancs et nuls     | 1 129 332    | 2,21         |
| Total                    | Total                    | Total                    | 51 197 959   | 100          |
| Abstention               | Abstention               | Abstention               | 8 169 510    | 13,76        |
| Inscrits / participation | Inscrits / participation | Inscrits / participation | 59 367 469   | 86,24        |

## Conséquences
Alors que plusieurs opposants contestent les résultats de l’élection présidentielle, l’Union européenne, l’OSCE et le Conseil de l'Europe dénoncent des conditions de campagne « inéquitables », notamment en termes d’aides publiques et de traitement médiatique (180 heures d’audience pour Erdoğan contre 37 pour son principal adversaire, Muharrem İnce),. Finalement, Muharrem İnce reconnaît sa défaite.
Le 26 juin 2018, Mustafa Kalayci, vice-président du MHP, déclare que sa formation ne briguait pas de postes ministériels.
Recep Tayyip Erdoğan prête serment pour un deuxième mandat le 9 juillet 2018.

## Réactions internationales
- Allemagne : la chancelière Angela Merkel félicite Erdoğan, déclare « se réjouir de poursuivre et renforcer la coopération de nos pays » et ajoute que l'Allemagne, où vit la plus grande diaspora turque au monde, souhaite « être le partenaire d'une Turquie stable et pluraliste, dans laquelle la participation démocratique et la préservation de l'État de droit sont renforcées »[56].
- Bulgarie : le Premier ministre Boïko Borissov déclare « Je suis convaincu que nous travaillerons ensemble pour la consolidation des relations entre nos deux pays dans le domaine de la migration, ainsi que pour la paix et la stabilité dans la région »[56].
- Chine : le porte-parole du ministère des Affaires étrangères salue la réélection du président sortant, précise que « La Chine accorde une grande importance à ses relations avec la Turquie. Ces dernières années, sous la direction de nos deux chefs d'État, nos relations bilatérales et notre coopération dans tous les domaines ont progressé et obtenu beaucoup de résultats positifs » et ajoute que son pays « désire coopérer plus avec la Turquie »[56].
- États-Unis : la réélection d'Erdoğan a été accueillie plutôt froidement par les Américains, le département d'État déclare « respecter la décision des électeurs turcs » mais appelle Ankara « à prendre des mesures pour renforcer la démocratie et à poursuivre les progrès afin de résoudre les problèmes dans nos relations bilatérales »[57].
- Hongrie : le Premier ministre Viktor Orbán félicite Erdoğan et estime que « la stabilité de la Turquie est une bonne nouvelle » pour le continent européen[56].
- Grèce : le ministre des Affaires étrangères Níkos Kotziás déclare « J'espère qu'après cette victoire électorale, il sera moins nerveux » en parlant d'Erdoğan[56].
- Royaume-Uni : la porte-parole de la Première ministre Theresa May indique que « Le Royaume-Uni a hâte de poursuivre ses rapports étroits avec la Turquie »[56].
- Russie : via un télégramme de félicitations, le président Vladimir Poutine « a souligné que les résultats de l'élection attestent pleinement de la grande autorité politique de Recep Tayyip Erdoğan » et la réélection de ce dernier témoigne « du large soutien accordé au cap fixé sous sa direction sur les questions sociales et économiques auxquelles la Turquie est confrontée, et au renforcement de la position du pays en termes de politique étrangère », selon le Kremlin[56].
- Suède : la ministre des Affaires étrangères Margot Wallström est critique vis-à-vis de ces élections, elle indique que la « Turquie n'est pas en position de donner aux autres pays des leçons de démocratie, lorsque le chef de l'opposition est en prison depuis longtemps » et ajoute que la « question kurde et les développements économiques de la Turquie sont des défis graves. Nous sommes inquiets de la façon dont a évolué la Turquie récemment »[56].
- Union européenne : la chef de la diplomatie européenne Federica Mogherini estime que la campagne électorale n'a pas été « équitable » mais s'engage, avec Johannes Hahn, à continuer de travailler avec la Turquie pour « répondre ensemble aux nombreux défis communs qui (les) attendent »[58].

### Vidéographie
- [vidéo] « Élections en Turquie : les enjeux (Ahmet İnsel pour Orient XXI) », sur YouTube
- [vidéo] « Élections anticipées en Turquie: la stratégie Erdoğan (Didier Billion pour RFI) », sur YouTube
- (en) [vidéo] « Turkey's rush to the polls: Erdogan calls snap election to cement his power », sur YouTube
- (en) [vidéo] « Snap Elections, Syria Incursions: Turkey's Challenges and Risks », sur YouTube